# Ueda Akinari
Ueda Akinari (上田 秋成  sinh 25 tháng 6 năm 1734 tại Osaka, mất 8 tháng 8 năm 1809 tại Kyoto) là một tác giả, học giả và nhà thơ waka Nhật Bản, và một nhân vật văn học nổi tiếng ở Nhật Bản thế kỷ 18. Ông là một nhà văn đầu tiên của thể loại yomihon và hai kiệt tác, Ugetsu Monogatari ("雨月物語, Truyện đêm trăng mưa") và Harusame Monogatari ("春雨物語, Truyện mưa phùn xuân"), là những tác phẩm quan trọng của nền văn học Nhật Bản thế kỷ 18.

## Tiểu sử
Sinh ra bởi một cô gái mại dâm ở Osaka và một người cha không rõ danh tính, Ueda được nhận nuôi vào năm thứ tư bởi một thương gia giàu có, người đã nuôi nấng ông một cách thoải mái và cung cấp cho ông một nền giáo dục tốt. Khi còn nhỏ, ông bị bệnh đậu mùa nặng, và mặc dù sống sót, nhưng ông bị biến dạng ngón tay ở cả hai tay. Trong thời gian bị bệnh, cha mẹ ông đã cầu nguyện với vị thần của đền Inari Kashima, và Ueda cảm thấy rằng vị thần này đã can thiệp và cứu sống mình. Trong suốt cuộc đời, ông vẫn là một người tin tưởng mạnh mẽ vào siêu nhiên, và niềm tin này dường như thông báo cho các yếu tố quan trọng trong văn học và học thuật của ông, chẳng hạn như tác phẩm nổi tiếng nhất của ông, một tuyển tập truyện ma có tựa đề Ugetsu Monogatari.
Anh thừa kế công việc kinh doanh giấy và dầu của gia đình Ueda khi cha nuôi của anh qua đời. Tuy nhiên, anh ta không phải là một thương gia thành công, và anh ta đã đánh mất công việc kinh doanh sau một vụ hỏa hoạn sau khi điều hành nó một cách không hạnh phúc trong mười năm. Trong thời gian này, ông đã xuất bản một số câu chuyện hài hước theo phong cách ukiyo-zōshi, được dịch theo nghĩa đen là "những câu chuyện về thế giới nổi".
Lấy ngọn lửa làm cơ hội để rời bỏ thế giới kinh doanh, Ueda bắt đầu học y khoa dưới sự chỉ đạo của Tsuga Teishō, người ngoài việc dạy Ueda làm bác sĩ còn dạy anh về tiểu thuyết thông tục của Trung Quốc. Năm 1776, ông bắt đầu hành nghề y và cũng xuất bản Ugetsu Monogatari. Tác phẩm này đặt Ueda cùng với Takizawa Bakin trong số những nhà văn nổi bật nhất của yomihon - một thể loại mới đại diện cho sự thay đổi mạnh mẽ trong cách đọc so với tiểu thuyết nổi tiếng trước đó.
Ngoài tác phẩm hư cấu của mình, Ueda còn tham gia vào lĩnh vực nghiên cứu được gọi là kokugaku, nghiên cứu bác ngữ học và văn học cổ điển Nhật Bản. Kokugaku thường được tiêu biểu bởi sự từ chối những ảnh hưởng của nước ngoài đối với văn hóa Nhật Bản, đặc biệt là ngôn ngữ Trung Quốc, Phật giáo và Nho giáo. Ueda có một vị trí độc lập cao trong những vòng tròn này, và cuộc tranh cãi gay gắt của ông với học giả hàng đầu của phong trào, Motoori Norinaga, được ghi lại trong cuộc đối thoại của Kagaika (呵刈葭 1787–1788) sau này. Một số người cho rằng Ueda cũng đã giải quyết xung đột này trong những câu chuyện như những câu chuyện xuất hiện trong Ugetsu Monogatari bằng cách bắt đầu câu chuyện của mình dựa trên những câu chuyện Trung Hoa và các bài diễn thuyết về đạo đức và trí tuệ và sau đó anh ấy đánh dấu sự nhạy cảm của người Nhật bằng cách kêu gọi các yếu tố siêu nhiên và để các nhân vật của mình cảm thấy sâu sắc cảm xúc (trái ngược với sự phụ thuộc vào trí tuệ theo văn hoá Trung Hoa).
Trong những năm sau cái chết của vợ vào năm 1798, ông bị mù tạm thời, và mặc dù cuối cùng thị lực của ông đã trở lại bên mắt trái kể từ thời điểm đó, ông vẫn phải viết phần lớn văn bản của mình. Đó là thời điểm ông bắt đầu sáng tác tác phẩm yomihon thứ hai của mình, và cũng đã hoàn thành hai câu chuyện đầu tiên của tuyển tập Harusame Monogatari ("Tales of the Spring Rain") vào khoảng năm 1802. Harusame khá là khác biệt so với Ugetsu Monogatari. Trong số những điểm khác biệt khác, Harusame không sử dụng siêu nhiên, và các câu chuyện có độ dài rất khác nhau. Câu chuyện có tựa đề Hankai kể về một kẻ lưu manh khét tiếng đột nhiên chuyển sang đạo Phật và dành phần đời còn lại của mình để làm một nhà sư.
Năm 1809, Ueda qua đời ở tuổi 76 tại Kyoto.

## Các trích dẫn hiện đại
Ueda Akinari được đề cập đến trong cuốn sách Giết chỉ huy đội kỵ sỹ của Haruki Murakami. Nhân vật chính trong tiểu thuyết của Murakami chia sẻ những trải nghiệm siêu nhiên giống như Akinari. Câu chuyện Định mệnh qua hai thế hệ của Akinari diễn ra trong thời đại hiện đại trong tiểu thuyết của Murakami.
Bộ phim "Dvija" (2022) của đạo diễn Ấn Độ AK Srikanth được cho là lấy cảm hứng từ tác phẩm của Ueda Akinari.

## Tác phẩm
- Ugetsu Monogatari (雨月物語, Truyện đêm trăng mưa") (1776)
- Harusame Monogatari[5] (春雨物語, Truyện mưa phùn xuân) (1809)[6]